# Регенераторна вулиця (Київ)
Регенера́торна ву́лиця — вулиця в Дніпровському районі міста Києва, житловий масив Соцмісто. Пролягає від вулиці Тампере до Каунаської вулиці.

## Історія
Вулиця виникла в середині XX століття під назвою Нова. Сучасна назва — з 1957 року, від розташованого вздовж неї гумово-регенераторного заводу (завод «Вулкан»).
Після 2011 року на місці колишнього заводу «Вулкан» побудовано житловий комплекс «Комфорт Таун».